# Duljebi
Duljibi (ukrajinski: Дуліби); srednjovjekovno slavensko odnosno ukrajinsko pleme s prostora sjeverozapadne Ukrajine. Duljibi su svoje kulturno i političko središte imali u široj okolici šumovite i močvarne regije zapadne Volinije. Pretpostavlja se da su na tim prostorima uz rijeke Bug i Pripjat obitavali već u 6. stoljeću. 
U 10. stoljeću Duljibe spominju Starokijevski zapisi odnosno povijesni dokument Primarna kronika. U sklopu Kijevske Rusi nestaju kao etnička skupina, asimiliraju se s ostalim ukrajinskim plemenima u okruženju te se poistovijećuju se s lokalnim nazivima, između ostalih i s nazivom Volinjani.

## Vanjske poveznice
- Mihajlo Gruševski: Porijeklo Duljiba, Bužana i Volinjana (ukr.)
- Terminologija: Duljibi (rus.)  Arhivirana inačica izvorne stranice od 27. ožujka 2009. (Wayback Machine)